# Otto Zänker
Otto Zänker (ur. 29 czerwca 1876 w Herzkamp, zm. 30 stycznia 1960) – niemiecki pastor luterański, biskup ewangelicki Wrocławia w latach 1933–1941.
Urodził się w rodzinie pastora. Od trzeciego roku życia do 1885 r. mieszkał w Torgau. Studia teologiczne odbył na uczelniach w Erlangen, Greifswaldzie i Halle, po ich ukończeniu początkowo był nauczycielem religii w szkołach podstawowych oraz w liceum w Viersen. Później pracował jako kapłan w różnych miastach na obszarze obecnej Nadrenii Północnej-Westfalii: od 1905 r. w Godesbergu, od 1908 w Viersen, gdzie objął stanowisko proboszcza, od 1912 w Soest, gdzie kierował seminarium i w 1924–1925 w Münster, w którym był proboszczem. W 1925 r. przeprowadził się do Wrocławia w związku z objęciem urzędu generalnego superintendenta śląskiej prowincji kościelnej. Urząd ten piastował do 1933 r., gdy 5 X 1933 został mianowany biskupem Wrocławia.
W czasach, gdy Zänker był śląskim superintendentem, a później biskupem, w niemieckiej społeczności protestantów zarysował się silny konflikt na tle stosunku do ideologii partii nazistowskiej, a po objęciu władzy przez NSDAP, także stosunku do nowego prawodawstwa, a zwłaszcza kolejnych ustaw antyżydowskich. Duża część pastorów i wiernych aktywnie wspierała ideologię i władzę nazistowską, część z nich utworzyła ruch Niemieckich Chrześcijan, który postulował wykluczenie Żydów i osób mających żydowskich przodków z protestanckich Kościołów. Ponadto część Niemieckich Chrześcijan chciała reformy teologicznej, mającej usunąć z chrześcijaństwa elementy postrzegane przez nich jako związki z religią i kulturą żydowską, w szczególności żądali rezygnacji ze Starego Testamentu i ocenzurowania Nowego Testamentu. Protestanci będący w opozycji do tych poglądów założyli w 1934 r. ruch o nazwie Kościół Wyznający. Obie frakcje aktywnie zwalczały się i próbowały zdobyć wpływ na władze kościelne. Na Śląsku Niemieccy Chrześcijanie objęli większość 2/3 miejsc w synodzie.
Otto Zänker po objęciu władzy przez nazistów w Niemczech początkowo zachowywał neutralną postawę wobec kościelnego sporu, jednak po kilku miesiącach zaczął coraz bardziej krytykować poglądy Niemieckich Chrześcijan, a w 1934 r. kilkukrotnie publicznie sprzeciwił się polityce Ludwiga Müllera, który został ustawiony przez władze państwowe „biskupem Rzeszy” i miał kierować Kościołami protestanckim w Niemczech. Choć Zänker nie przystąpił do Kościoła Wyznającego, to z racji zbliżonych do tej frakcji poglądów i faktu, że był przez nią popierany, stał się obiektem krytyki Niemieckich Chrześcijan i wysokich urzędników III Rzeszy, tym bardziej że biskup nie tylko indywidualnie pomagał żydowskim protestantom swojej prowincji, ale i występował w 1939 do konsystorza prowincji o taką pomoc. W efekcie, Zänker został w połowie grudnia 1936 r. objęty aresztem domowym przez Gestapo i na początku następnego roku musiał podpisać zobowiązanie do wypełniania poleceń ministerstwa do spraw wyznań. W roku 1939 władze kościelne (Evangelischen Oberkirchenrates) przymusowo urlopowały Zänkera ze stanowiska biskupa, a w 1941 otrzymał dymisję. Po wojnie osiedlił się w Republice Federalnej Niemiec, w Nadrenii Północnej-Westfalii, gdzie mieszkał w Inden i Bielefeld. Jest autorem publikacji o Kościele ewangelickim Śląska.

## Wyróżnienia
W roku 1925 otrzymał doktorat honoris causa wydziału teologicznego w Münsterze.